# Histoire des chemins de fer en Afrique de l'Ouest et en Afrique centrale
L'histoire des chemins de fer en Afrique de l'Ouest et en Afrique centrale débute au dernier quart du XIXe siècle.
La plupart des infrastructures ferroviaires, mises en place avant les indépendances, ont été pensées en fonction des configurations spatiales issues du partage de l’Afrique, d'où leur aspect éclaté et un manque général de cohérence, pas seulement pour les chemins de fer en Afrique de l'Ouest.
L’Afrique de l’Ouest, où le partage colonial s’est traduit par le plus fort morcellement territorial, en est la caricature, avec des « États-tranches », comme les actuels Bénin et Togo. Les Français et les Allemands y construisirent des pénétrantes ferroviaires verticales, à la fois voisines et rivales, à partir d’étroites ouvertures sur le golfe de Guinée, telles la ligne Cotonou-Parakou, parallèle à la ligne Lomé-Sokodé.
Le Nigeria est le seul pays hors d’Afrique australe à disposer d’un réseau étendu, totalisant 3 505 kilomètres de voies et, en 2005, la compagnie nationale de transport ferroviaire, Nigeria Railway Corporation, n’assurait plus que quelques liaisons pour le trafic passager, parmi lesquelles Lagos-Kano et Port-Harcourt-Kano deux fois par semaine. Depuis la fin du XXe siècle, les liaisons inter-urbaines lui échappent, en raison de l’aménagement important des réseaux routiers.
Les projets ferroviaires présentés par le Niger dans le cadre du NEPAD, ou le projet inter-États AFRICARAIL, né d’un protocole d’accord signé en 1999 entre le Niger, le Burkina Faso et le Bénin, avaient pour objectif l’interconnexion entre les lignes existantes mais sont restés lettre morte. 

## XIXesiècle

### Les chemins de fer au Sénégal

#### La liaison le long du littoral
La question du chemin de fer de Dakar à Saint-Louis est soulevée une première fois le 10 septembre 1879, à l'occasion de la ratification d'une convention avec Lat Dior, au pays de Cayor. L'État français organise en 1880 un concours ouvert aux grandes entreprises françaises, pour construire et faire exploiter une voie ferrée de 265 kilomètres entre Dakar et Saint-Louis. Il est emporté par la Société de construction des Batignolles (SCB) au capital de 5 millions de francs. La convention du 30 octobre 1880 est confirmée par la loi du 29 juin 1882, avec rachat possible à compter du 1er mai 1908.
La loi du 29 juin 1882 approuve le cahier des charges et l'État apporte une avance de 12 680 000 francs. Le montage financier repose sur la « garantie », système compliqué de l'époque pour les projets jugés risqués : l'État s'engage à payer l'intérêt du capital. La colonisation débute à peine et les opérations militaires ne sont pas terminées, car les habitants du Sénégal se montrent résolument hostiles aux « tentatives de pénétration ». Les guerres avec les Damels du Cayor et les Teignes du Baol ne prendront fin qu'avec la mort du dernier damel, tué en décembre 1886.[réf. souhaitée]

#### Les lignes vers l'intérieur du continent
Le premier des chemins de fer du Sénégal, construit de 1882 à 1885 par une compagnie privée avec subvention et garantie de l'État, a coûté des sommes considérables. Avant la fin du siècle émergent deux projets de lignes sur longue distance, l'une reliant le Sénégal au Mali, entre Dakar et Bamako, et l'autre à la ville de Kayes, commune de l’Ouest du Mali située à 495 km au nord-ouest de Bamako, sur les rives du fleuve Sénégal. Kayes était la capitale de la première région administrative et le chef-lieu du cercle qui porte son nom, dans le futur État du Niger.
La construction ne part pas du littoral mais d'une gare fluviale. Les marchandises et les voyageurs empruntaient ensuite le fleuve Sénégal et aboutissaient à Saint-Louis. Le futur Chemin de fer de Kayes au Niger est commencé en 1881 sans études préliminaires. Après le vote des crédits par le Parlement français, le 24 février 1881, la loi du 26 février 1881 ouvre un premier crédit de 8 552 000 francs pour la réalisation d'un chemin de fer de Kayes au Niger. Le 11 mars 1881, le gouverneur général autorise à son tour l'ouverture des travaux d'infrastructure de la section comprise entre Sabouaré et Médine. À partir de 1888, l'artillerie de marine prend la direction du chemin de fer. Les militaires commencent aussitôt à opérer diverses rectifications et à augmenter le nombre de traverses dont un grand nombre avait pourri, fragilisant la voie ferrée. Grâce à cette reprise en main, elle atteignit en 1888 le site de Bafoulabé, sur un parcours ferroviaire de 132 kilomètres qui a alors subi dix ans d'arrêt des travaux, faute de crédits. Les projets sont en effet abondants, à cette époque, dans les régions proches, eux aussi ambitieux financièrement. Au cours des mêmes années sont posées les jalons d'une autre ligne partant d'Abidjan et la Régie des chemins de fer Abidjan-Niger est créée.
À partir de 1898, le Parlement ayant définitivement décidé son achèvement et autorisé un emprunt, les travaux du chemin de fer de Dakar au Niger purent reprendre. Le chemin de fer a alors progressé assez rapidement, en moyenne de cinquante kilomètres par an. C'est l'armée qui exploite jusqu'en 1899 le tronçon Kayes-Niger, et les rails ont porté les troupes coloniales à la conquête du Soudan français, l'actuel Mali. 
Le chemin de fer de Dakar au Niger devait relier le fleuve Niger et le port de Dakar afin de permettre l’acheminement des matières premières vers la métropole. Au début du XXe siècle, il n'existe pas à proprement parler de réseau ferré de Afrique-Occidentale française mais seulement une série de tronçons (Dahomey, Côte d'Ivoire, Guinée, Sénégal) ayant chacun une existence propre et un intérêt limité à un type d'activité économique.
La construction de la ligne du chemin de fer de Dakar au Niger sera achevée au début du XXe siècle ; le tronçon Kayes-Koulikoro sera inauguré en 1904 et l'année 1904 voit aussi l'inauguration du chemin de fer de Dakar au Niger au Soudan français (actuel Mali). La première locomotive remorquant un train de matériel est arrivée à Bamako, capitale du futur Mali, le 19 mai 1904. Ce sont 1 289 kilomètres de voies ferrées qui traversent un paysage de sable et de hautes herbes dominé par les baobabs.

### Le chemin de fer de la colonisation belge

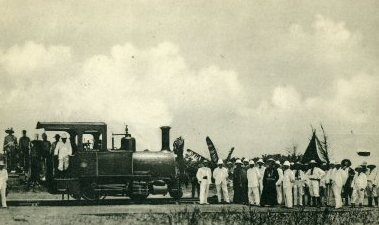
Arrivée de la première locomotive à Léopoldville en 1898.

Au Congo belge, la Compagnie du Congo pour le Commerce et l'Industrie (CCCI) fut fondée le 27 décembre 1886 à Bruxelles. Deux ans plus tard, le 31 juillet 1889, fut créée sa filiale la Compagnie du Chemin de Fer du Congo (CCFC), qui aura pour mission de permettre l'exploitation de l'ivoire et du caoutchouc. Dans les années 1880, l'exploitation du territoire par l'État indépendant du Congo s'appuyait sur le réseau hydrographique du fleuve, mais avec un portage par des esclaves ou la population locale enrôlée de force, système peu efficace et meurtrier, entre Matadi et Kinshasa, à cause de la présence des chutes Livingstone, puis des chutes d'Inga 300 kilomètres plus loin.
Les travaux de construction de la ligne entre Matadi et le Stanley Pool ont été dirigés par Albert Thys qui donnera son nom à l'une des étapes, Thysville. La réalisation initiale de ce chemin de fer Matadi-Léopoldville coûta la vie à 1 932 personnes, 1 800 Noirs et 132 Blancs, d'après une inscription à la gare centrale de Kinshasa.
L'inauguration du chemin de fer Matadi-Léopoldville a lieu le 16 mars 1898.

### Le Transcamerounais

Carte des chemins de fer camerounais.

La construction du Transcamerounais commence au début du XXe siècle. Le syndicat des chemins de fer du Cameroun est fondé en 1902 par les Allemands. Le syndicat obtient de la puissance coloniale de l’époque le droit de construire des routes ferroviaires dans le pays. Il établit ainsi une ligne de Douala à Nkongsamba et commence la construction de la ligne de Douala à Yaoundé, ébauche du futur transcamerounais (de Douala à Éséka). Lorsque la France prend le relais de l'administration allemande, elle fait achever la ligne de Douala à Yaoundé dans les années 1930.

## XXesiècle
Au XXe siècle en Afrique de l'Ouest, la plus grande partie des constructions de ligne de chemins de fer a eu lieu avant les indépendances des années 1960. Le chemin de fer continue à faire rêver, tout comme au début du XXe siècle quand des ingénieurs dessinaient des transsahariens.

### La première partie duXXesiècle
Au début du XXe siècle, il n'existe pas à proprement parler de réseau ferré de Afrique-Occidentale française mais seulement une série de tronçons (Dahomey, Côte d'Ivoire, Guinée, Sénégal) ayant chacun une existence propre et un intérêt limité à un type d'activité économique.
La première moitié du XXe siècle les consacrent comme des grands « outils d’une mise en valeur coloniale, peu regardante sur le coût humain », sur des chantiers ferroviaires « ouverts dans des environnements éprouvants : la traversée du Mayombe, qu’il s’agisse du C.F.M.K. (Chemin de Fer Matadi-Kinshasa) ou du C.F.C.O. (Chemin de fer Congo-Océan) fut une rude épreuve » et qui « laissa derrière elle de nombreuses victimes ». Le chantier fit 17 000 morts parmi les travailleurs indigènes.

#### Trois nouveaux projets au Congo belge
En juin 1897, les chantiers de la Compagnie du Chemin de Fer du Congo pour le Matadi - Kinshasa comptaient 6 243 travailleurs étrangers dont 4 559 de l'Afrique Occidentale britannique.
La Compagnie du Chemin de fer du Congo Supérieur aux Grands Lacs africains est créée en 1902  par le Baron Edouard Empain pour établir le chemin de fer en future République démocratique du Congo et reçoit par l'État du Congo, le 4 janvier 1902, la concession de quatre lignes, de Stanleyville à Mahagi (750 km), de Stanleyville à Ponthierle (120 km),du Congo à Nyangoué, de Nsensoué à Bouli.
Le 31 octobre 1906, c'est au tour de  la  Société générale de Belgique et de la Banque de l'Union parisienne de s'associer au capital de la nouvelle Compagnie du chemin de fer du bas-Congo au Katanga, qui va exploiter deux réseaux : celui de la Compagnie de chemin de fer du Katanga (CFK) et celui de la Compagnie de chemin de fer du Katanga-Dilolo-Léopoldville.

#### Le Ghana investit dans le rail, la route et son port cacaoyer
Le gouverneur anglais Sir Gordon Guggisberg engage  un vaste programme de construction de routes, dont le réseau triple en dix ans, via le Tarmet Program, et de voies de chemin de fer, dont l'étendue double durant la même période. Il commence l'établissement d'un port en eaux profondes à Takoradi, alors que la production et les exportations de cacao progressent fortement, faisant de très loin le Ghana le premier exportateur mondial de cacao, avec de 44 % de l'offre totale disponible, alors que la production a été multipliée par trente en vingt ans. Le succès du programme routier fait que le transport par le rail passe de 80 % à 60 % après 1924.
Le port de Takoradi, qui traite le cacao, les conteneurs et les produits forestiers, devient ainsi le nouveau débouché maritime du futur État du Ghana.

#### De nouvelles lignes au Sénégal-Mali
La construction de la ligne du chemin de fer de Dakar au Niger allant jusqu'au Mali sera achevée au début du XXe siècle : le tronçon Kayes-Koulikoro sera inauguré en 1904. La première locomotive remorquant un train de matériel est arrivée à Bamako, capitale du futur Mali, le 19 mai 1904. Ce sont 1 289 kilomètres de voies ferrées qui traversent un paysage de sable et de hautes herbes dominé par les baobabs. Le trajet fluvial durant quinze jours, la jonction par voie ferrée fut envisagée puis commencée en 1907, et terminée en 1923. Une ligne Dakar-Saint-Louis du Sénégal, construite également à la fin du XIXe siècle, sera exploitée par un concessionnaire jusqu'en 1933. Le chemin de fer de Dakar au Niger devait relier le fleuve Niger et le port de Dakar afin de permettre l’acheminement à un coût modéré des matières premières vers la métropole. 
Conformément aux conceptions de Joseph Gallieni, administrateur colonial, la deuxième ligne de communication entre Bamako et l'Océan atlantique était mi-fluviale, mi-ferroviaire, empruntant le Fleuve Niger de Bamako à Kouroussa, puis la ligne de chemin de fer dite « Conakry-Niger » construite de 1901 à 1912 (Conakry-Kankan, soit 661 km).

#### La ligne de Conakry à Kankan
Le chemin de fer de Conakry à Kankan est construit en Guinée entre 1900 et 1915 pour relier la côte atlantique au Niger, exploitée par la « Compagnie de chemin de fer de Konakry au Niger », entre Conakry (anciennement Konakry), Mamou, Dabola et Kankan, sur une longueur de 662 km. La construction du chemin de fer commence en 1900 sous la direction du capitaine Eugène Salesses, ingénieur, administrateur colonial et explorateur français, dont les travaux topographiques furent lauréats de la Société de géographie de Paris. Dès 1895, il dirige une mission de reconnaissance du tracé du futur chemin de fer. En 1907, il entre dans l'administration coloniale de Guinée comme secrétaire-général de deuxième classe.
Son ouverture, sur le premier tronçon, a lieu entre 1905 et 1915,. À son achèvement en 1910, des extensions de la ligne furent envisagées vers la Haute-Volta et vers le Mali. L'exploitation de cette ligne fut bénéficiaire, au moins jusqu'en 1914.
Instruite par le contre-exemple de la Compagnie des chemins de fer du Congo, et contrairement à la ligne Dakar-Saint-Louis au Sénégal, l'administration coloniale fait le choix de ne pas recourir à la concession, afin de conserver la maîtrise des tarifs et d'assurer le développement de la Guinée. La ligne franchit les monts du Fouta-Djalon au col de Koumi, à l'altitude de 736 mètres. Il fallut des pentes de 25 mm/m et des rayons de courbe de 120 mètres. Il s'est agit aussi de se prémunir contre des accords éventuels entre une compagnie concessionnaire et les grandes firmes de commerce, préjudiciables aux opérateurs indépendants.

#### La voie ferrée Abidjan-Ouagadougou
La construction  des chemins de fer dans d'autres régions de l'Afrique de l'Ouest reprend de plus belle au début du XXe siècle. Il a cependant fallu près d’un demi-siècle, entre 1905 et 1954, pour construire les 1 260 kilomètres de voie ferrée qui séparent Abidjan de Ouagadougou, allant jusqu'au nord de la capitale. Elle s'effectue malgré la dissolution de la Régie des chemins de fer Abidjan-Niger en 1889.
La liaison Abidjan-Niger a été conçue avant 1914. Dès 1903, la mission ferroviaire de 1889 à 1903 du capitaine Charles François Maurice Houdaille proposait de fixer la tête de la ligne à Abidjan et envisageait le percement de la lagune, même si cela ne sera réalisé qu'en 1950. En 1904, commence la construction du chemin de fer, montant vers le nord, qui atteint en 1906 Agboville, chef-lieu de la région Agnéby-Tiassa en Côte d'Ivoire (km 83) puis en 1910 Dimbokro), ville du centre de la Côte d'Ivoire (km 184) et Bouaké en 1912) (km 318). Après une interruption due à la guerre, la ligne parvient à Bobo-Dioulasso en 1933 (km 798)).
L’Abidjan-Niger a créé une relation forte entre Abidjan et Ouagadougou via Bobo-Dioulasso et préfiguré le rattachement à la Côte d’Ivoire, sous le nom de « Haute Côte » de la plus grande partie de la Haute-Volta lorsque celle-ci fut démantelée en 1937.

#### Les projets reliant le littoral à la Centrafrique abandonnés
En Afrique-Équatoriale française, aucun des grands projets régionaux n’a abouti. Côté belge, les partisans d’une liaison ferroviaire continue du Katanga à Matadi ne purent imposer leurs vues et l’équipement ne fut pas poussé jusqu’à son terme, le transport bimodal fluvio-ferroviaire étant moins coûteux, d’Ilebo (ex-Port Franqui) à Kinshasa, entre le B.C.K. et le C.F.M.K. Côté français, la Guerre de 1914-1918 mit un terme définitif au projet de liaison ferroviaire Libreville-Ouesso décidée en 1913, avec l'espoir lointain d’atteindre un jour Bangui. Après la Première Guerre mondiale, la France préféra rester près du littoral, avec le « Congo-Océan » sur l'axe Brazzaville-Pointe-Noire, tracé de 1921 à 1934 sur la rive droite du fleuve Congo, concurrent du Chemin de fer de Kinshasa à Matadi, située sur l'autre rive et exploité par les Belges depuis le siècle précédent. Après 1945, un projet français reliant le Tchad à la Centrafrique est aussi étudié puis abandonné.

#### Le chemin de fer du Bénin
Le chemin de fer Bénin-Niger, qui relie Cotonou à Parakou, également situé sur le territoire de l'ex-Dahomey, est le moins long des quatre réseaux de chemin de fer en Afrique de l'Ouest, il ne mesure que 438 kilomètres mais il intéressait le territoire du Niger car il était complété par le S.T.A.N.N. (service de transport automobile et de navigation du Niger). Après une rupture de charge à Parakou, le S.T.A.N. assurait le ravitaillement du Niger sur l'axe Parakou-Malanville-Niamey et transportait ses exportations (essentiellement des arachides) à destination de Cotonou. L'écoulement des récoltes du Niger oriental était assuré d'autre part par les Nigerian Railways.

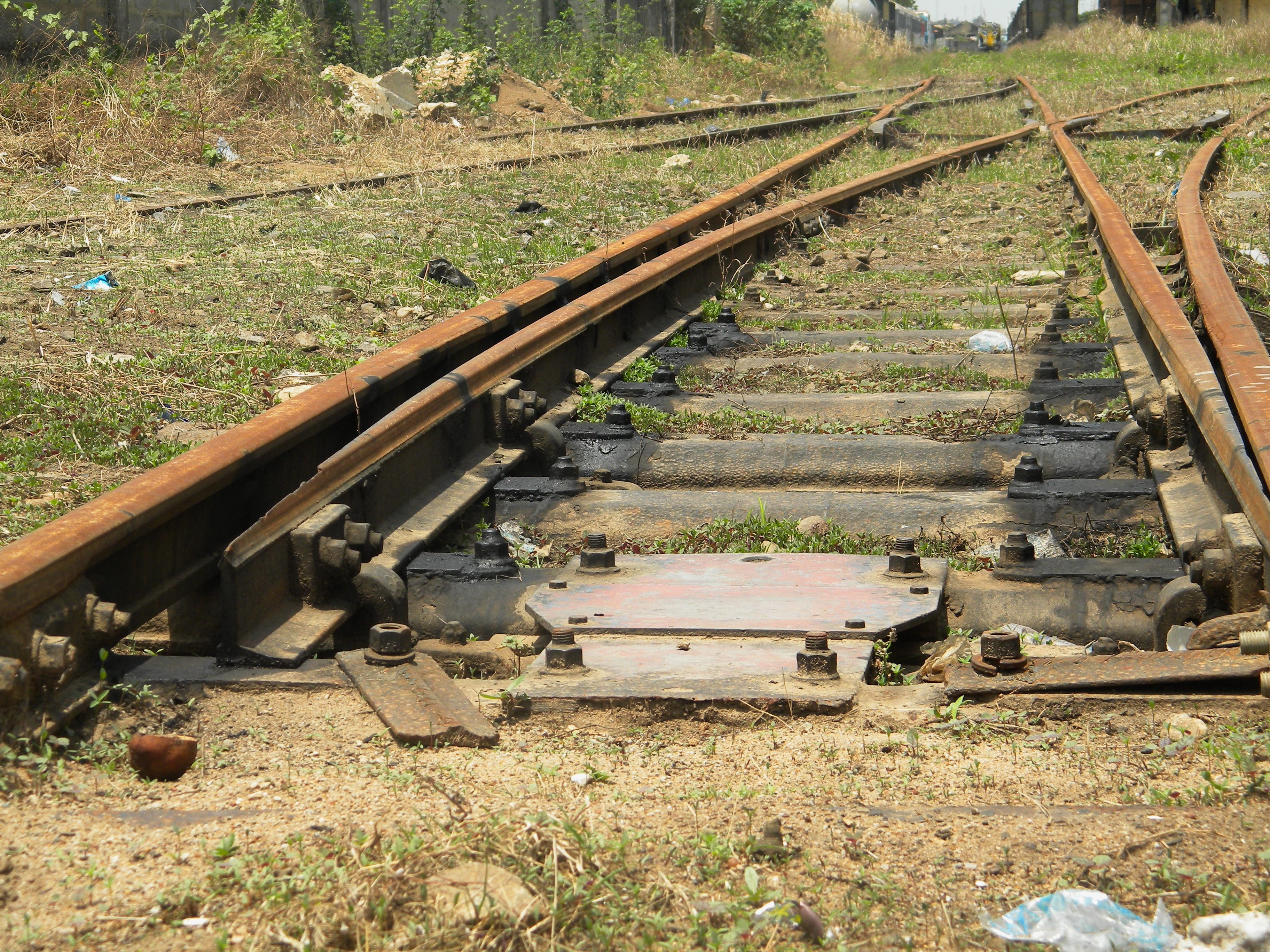
Rails de trains au Bénin (2020).
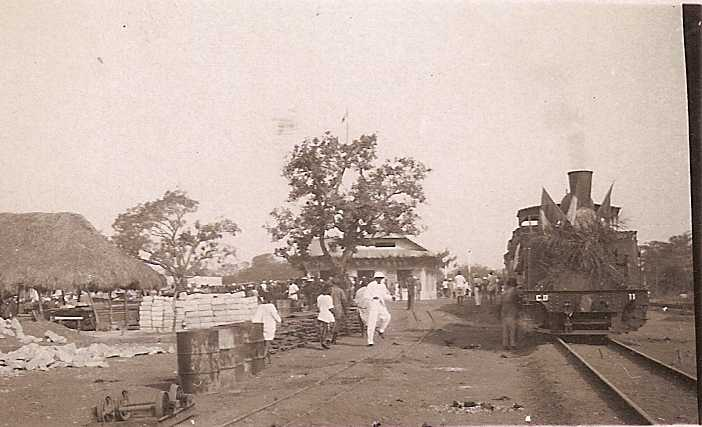
Inauguration du tronçon Porto-Novo-Savè (1932).
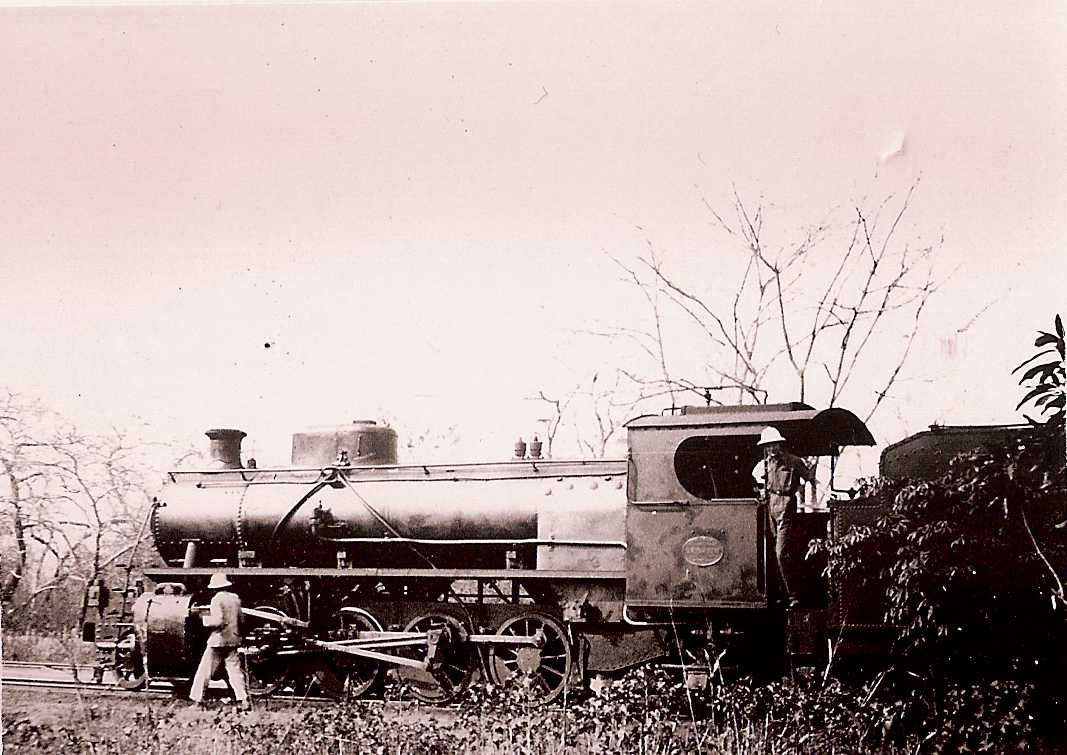
Une locomotive (1932).
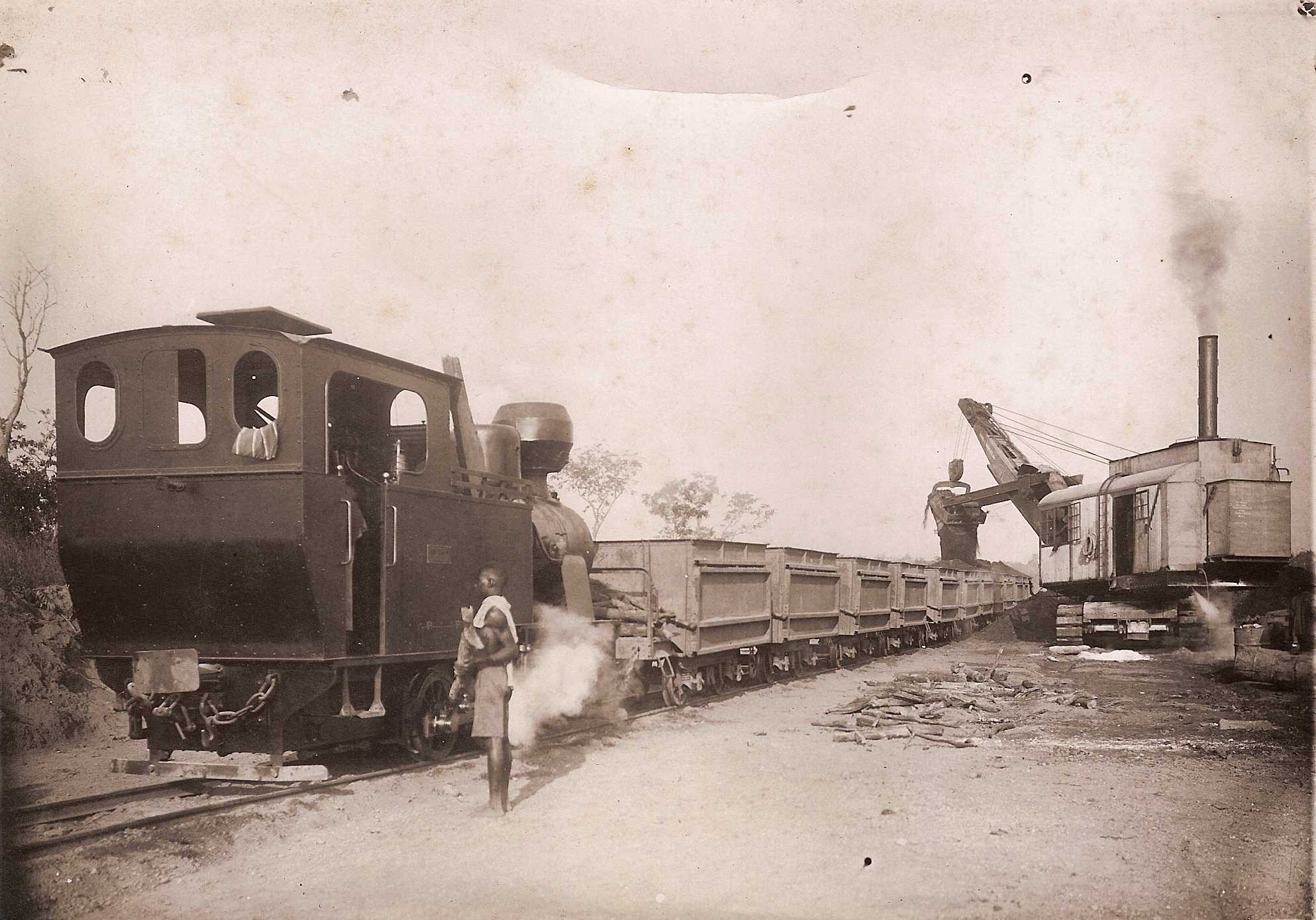
Travaux de terrassement (1932).

#### Les grèves de 1924 et 1935 sur la ligne du Sénégal au Mali
.
Sur le chemin de fer de Dakar au Niger, la totalité de la ligne, entre Dakar et Koulikoro, est terminée au 1er janvier 1924, qui est aussi l'année où démarre une grève importante. Les cheminots africains exigent un « cadre unique », une seule hiérarchie, non raciale, les mêmes avantages et les mêmes salaires que leurs homologues Blancs. Une autre grève, commencée en septembre 1938 à Thiès, la « capitale du rail » qui abrite les grands ateliers ferroviaires, est matée dans le sang, « voir les Africains se saisir des armes de la classe ouvrière française est très mal vécu par l'administration coloniale ».

#### Les aménagements de voies au Congo belge

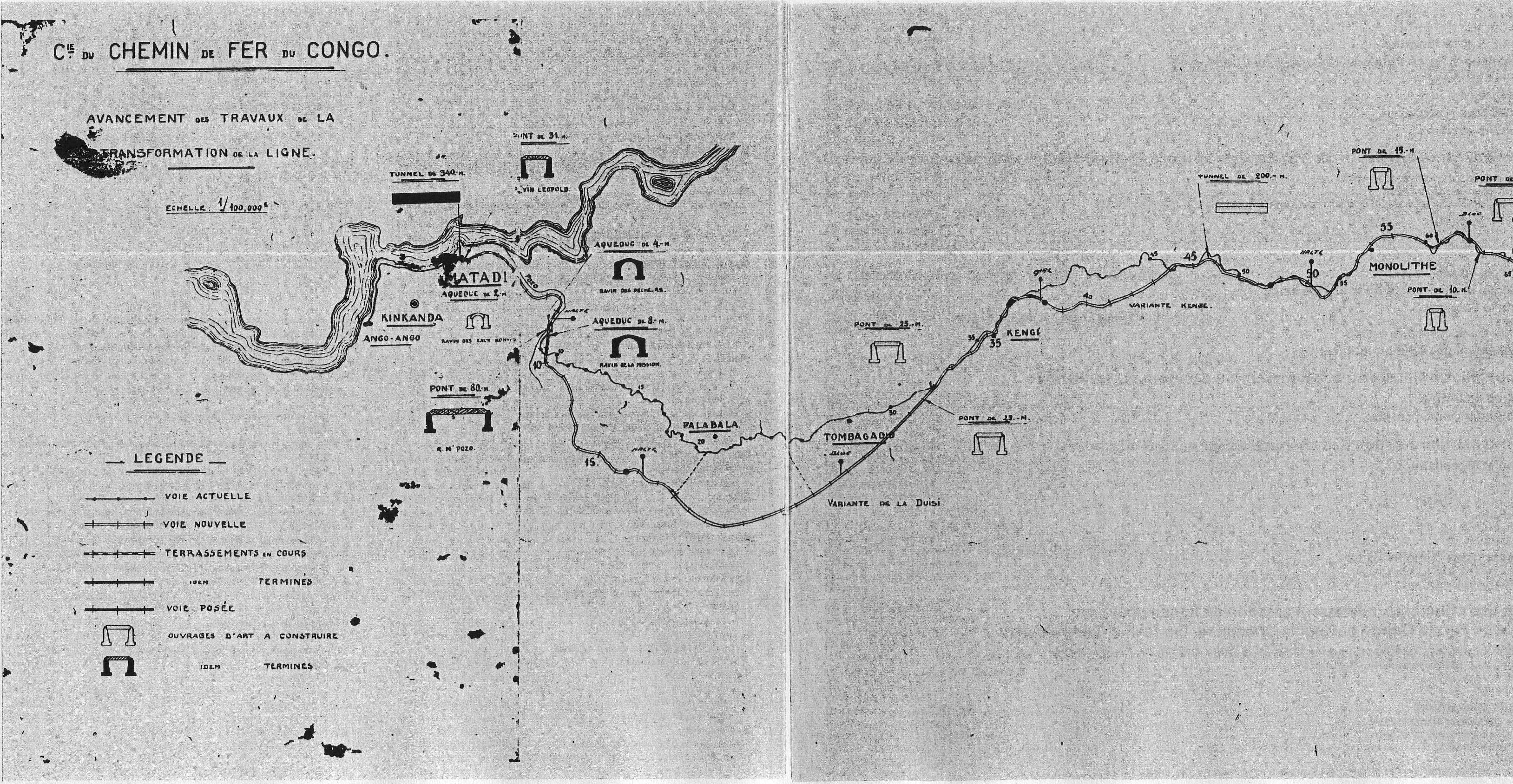
Avancement des travaux de transformation de la ligne Matadi-Léopoldville le 25 juillet 1927.

Au Congo belge, des travaux d'aménagement du chemin de fer Matadi-Léopoldville furent entrepris de 1923 à 1931 avec changement d'écartement et de tracé (y compris un échange de terrain, dans la région de Matadi, avec le Portugal, qui contrôlait l'Angola). Plusieurs dizaines de milliers de personnes, forçats et travailleurs réquisitionnés, furent employés pour cette rénovation. Environ 7 000 y perdirent la vie[réf. à confirmer].

### L'après-guerre

#### La longue grève de 1947
En 1946, le chemin de fer de Dakar au Niger emploie 478 Européens et 17 455 Africains, pour la plupart des « auxiliaires »,. Le 10 octobre 1947, la Fédération des travailleurs indigènes des chemins de fer de l'Afrique-Occidentale française, dirigée par Ibrahima Sarr, cheminot depuis 1935, déclenche une grève sans précédent, qui va durer plusieurs mois afin d’obtenir les mêmes droits que les cheminots français. L’écrivain sénégalais Ousmane Sembène relate cette grève dans son roman Les Bouts de bois de Dieu publié en 1960.
La grève a commencé après les récoltes et dure cinq mois et demi, la direction tentant d'affamer les grévistes : recrutement de briseurs de grève, pas de salaires et interdiction faite aux commerçants d'accorder des crédits. « Mais c'était sans compter avec l'organisation particulière de la famille africaine, au sein de laquelle le jeu de la solidarité a très bien fonctionné. Les grévistes étaient soutenus par des communautés entières ». Certains retournent dans leur village d'origine pour se nourrir et le syndicat, qui a organisé une coopérative, peut leur faire crédit pendant trois mois. La grève s’arrête le 19 mars 1948, à la suite de la victoire des grévistes. Les régies sont fusionnées, les salaires encadrés par une grille de salaires et augmentés, les ouvriers noirs peuvent maintenant évoluer dans l'entreprise.

#### L'aménagement de la lagune d'Abidjan

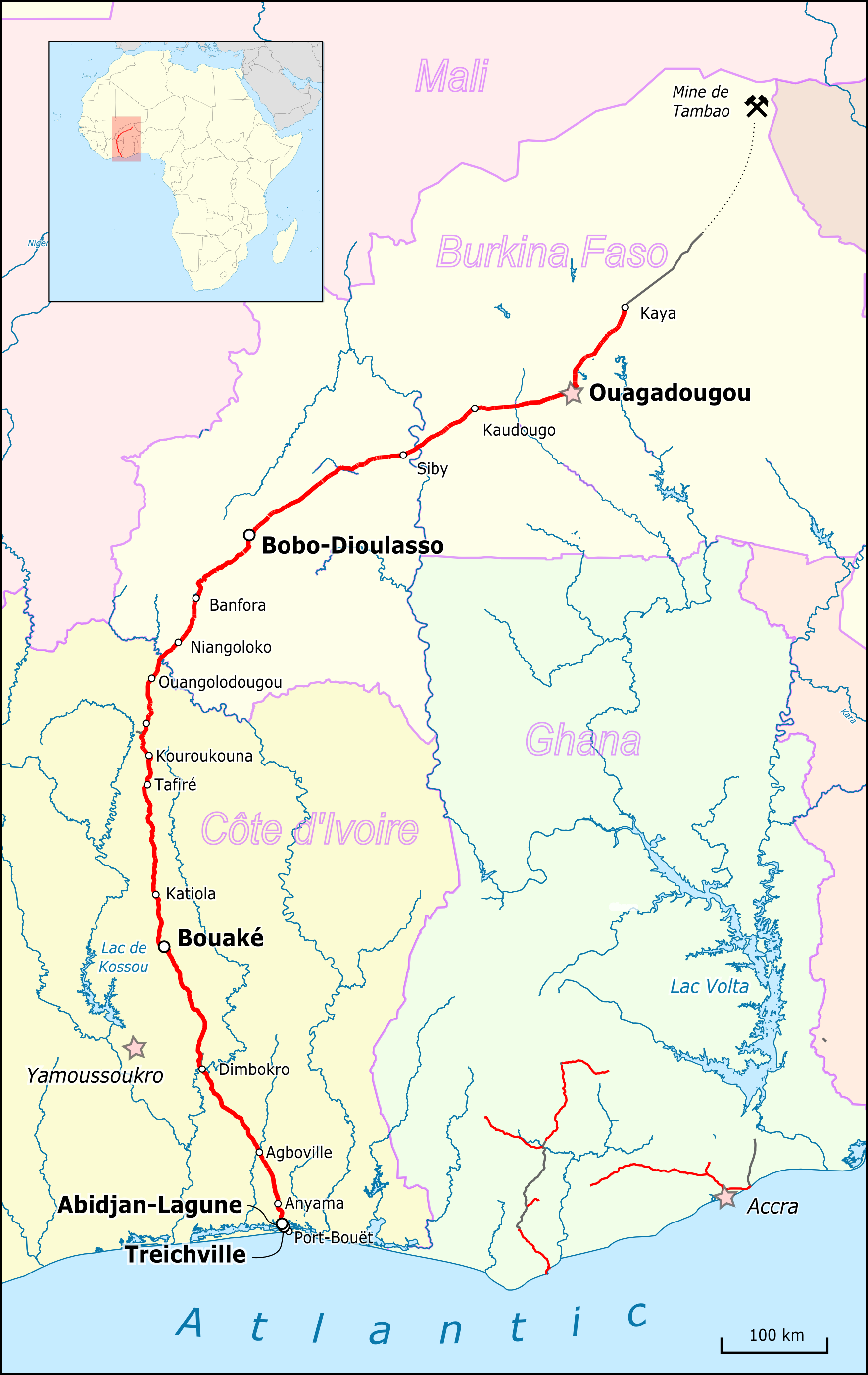
Situation présente de la ligne de chemin de fer de la Côte d'Ivoire et le Burkina Faso.

Après la Régie fédérale des chemins de fer de l'A.O.F, créée par un arrêté du Ministre de la France d'Outre-Mer du 17 juillet 1946, dont le siège se trouvait à Dakar, l'Office central des chemins de fer de la France d'outre-mer (OFERFOM) est créé en 1947 pour exploiter les chemins de fer des territoires d'outre-mer issus de l'Afrique-Occidentale française, du Cameroun, de Madagascar et du Viet-Nam. C'est lui qui va se charger d'un chantier important, l'aménagement de la lagune d'Abidjan. L'ouverture du canal de Vridi, creusé en 1950 pour relier le port autonome d'Abidjan à l'océan Atlantique, permettant l'accès des navires à un grand port en lagune, provoqua le miracle économique ivoirien, car le débit du chemin de fer est dès lors facilement transféré, pour les gros trafics, vers les navires. Entre 1950 et 1964, le trafic du port d’Abidjan passe de 250 000 tonnes à 3 400 000 tonnes.

#### Le Ghana après 1957
Lors de l'indépendance du Ghana en 1957, l'ancien Gold Coast Government Railways est fusionné avec le service des ports pour former la Ghana railway and ports authority, tandis qu'est créée la Ghana Railways Company limited, chargée de la gestion du réseau ferroviaire ainsi nationalisé.  
En 1931, le rail ne transportait que 760 000 tonnes de marchandises et 1,34 million de passagers, dans la colonie britannique du Ghana et, à la fin des années 1960, il était passé à 3,5 millions de tonnes de marchandises et 6 millions de passagers, mais en 1984 le trafic total était revenu à 374 000 tonnes de marchandises, un retour au niveau de 1921, et à 2,1 millions de passagers, en raison de la concurrence du transport par la route.

#### Le nouvel office des chemins de fer guinéens après l'indépendance
À l’indépendance de la Guinée, après avoir refusé d'intégrer la Communauté française, le 30 septembre 1958 à minuit, la Guinée déclare assumer toutes les charges de la souveraineté. Du jour au lendemain, l'office parisien perdit toutes ses attributions à l'égard de cette région ferroviaire, tout contact cessa et le règlement des dettes, pour les charges et amortissement de la part des emprunts dont avait bénéficié la « région ferroviaire Conakry-Niger » ne fut pas assumé par le nouvel État.
Créé sur place, un « Office national des chemins de fer guinéens » gère la ligne Conakry-Kankan, entièrement située sur le territoire guinéen, et fait construire au cours des années suivantes une ligne à voie normale,  longue de 17 kilomètres, pour évacuer la bauxite du gisement exploité par la Compagnie internationale pour la production de l'alumine, la Guinée étant devenue un grand producteur de ce minerai. Pechiney Ugine avait en effet lancé un projet important en 1957, sur le site industriel et minier de Fria. Des études sont entreprises sur le projet hydroélectrique du Konkouré, à l'est de Fria, mais à l'issue du référendum du 28 septembre 1958, elles ont été gardées secrètes par la puissance coloniale.

#### L'indépendance au Congo belge
En 1955 au Congo belge, la ligne Kabalo-Kabongo  assure la jonction avec le réseau de la  Compagnie du chemin de fer du bas-Congo au Katanga.
En 1960, lors de l'indépendance, la nouvelle  République démocratique du Congo, d'abord appelée Zaïre, change le nom de la Compagnie du Chemin de fer du Congo Supérieur aux Grands Lacs africains, qui devient « Société Congolaise des Chemins de Fer des Grands Lacs », puis en 1967, « Office Congolais des Chemins de Fer des Grands Lacs ».

#### La scission de la ligne Sénégal Mali dans les années 1960
À l’indépendance du Mali et du Sénégal, après l’éclatement de la Fédération du Mali, l’ancienne Régie des Chemins de fer de l’Afrique de l’Ouest est scindée en deux compagnies distinctes, la Régie des Chemins de Fer du Mali (RCFM) et la Régie Sénégalaise. Un accord entre le Sénégal et le Mali en 1962 détermine l’exploitation commune de la ligne par les deux régies.
Jusqu’en 1989, le chemin de fer entre Abidjan de Ouagadougou est géré par une entreprise binationale, la Régie des chemins de fer Abidjan-Niger (RAN), qui finit par s’essouffler sur le plan financier car elle accorde trop de place au trafic voyageurs, jugé moins rentable. En 1989, la RAN éclate en deux entités distinctes : la Société ivoirienne des chemins de fer et la Société des chemins de fer du Burkina. Cette scission se révèle un échec car l’exploitation du réseau est finalement réunifiée en 1995, une concession étant accordée à la société privée Sitarail, qui choisit de donner la priorité aux marchandises (hydrocarbures, engrais, ciment, ustensiles en plastique…). Leur trafic a augmenté rapidement, pour atteindre une moyenne d'un million de tonnes par an au début des années 2000. Le nombre de voyageurs est en revanche resté stable, à environ 400 000 par an, du fait de la concurrence par les transports routiers.

#### La ligne en Mauritanie, construite en 1963

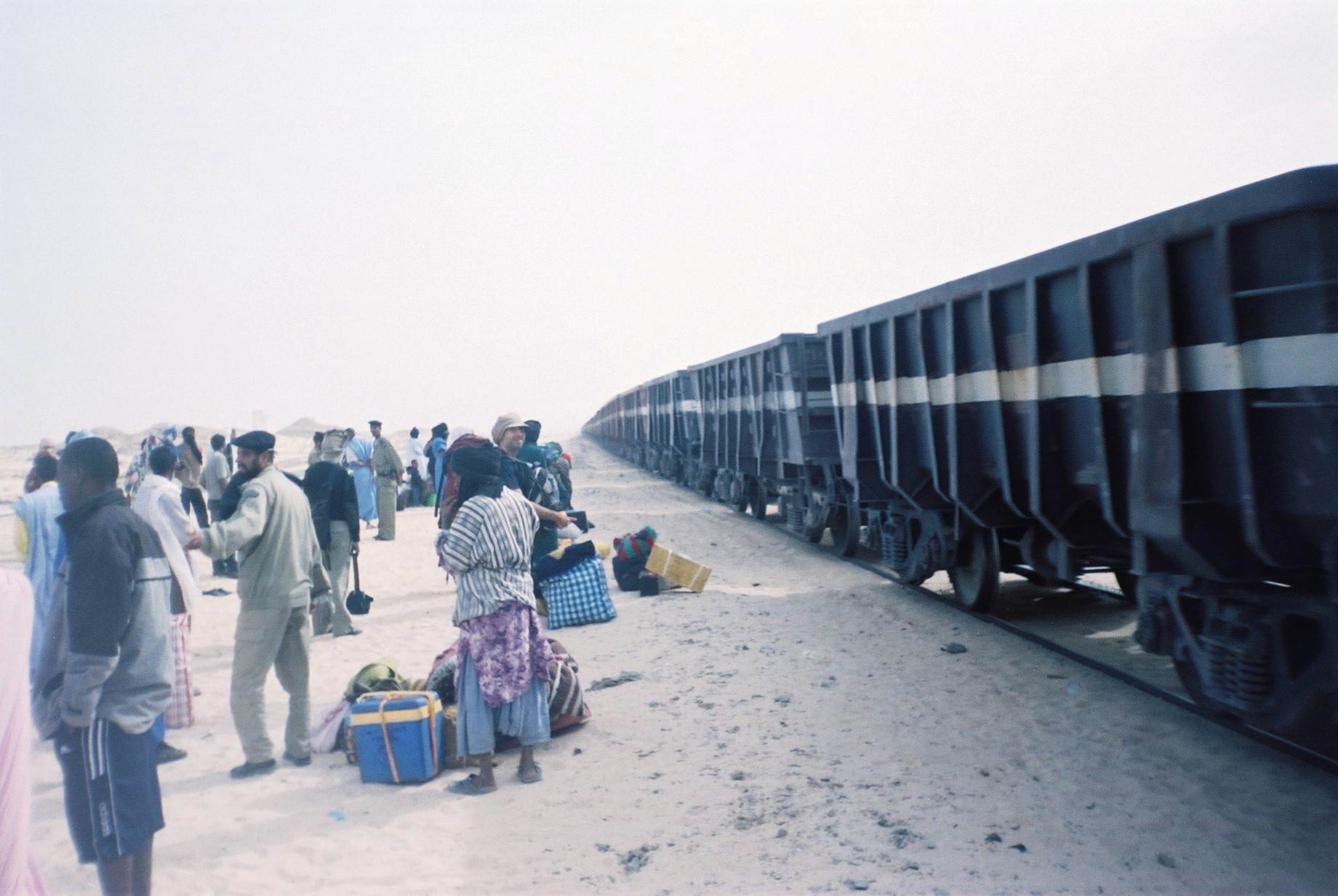
Train du chemin de fer de Mauritanie en gare de Nouadhibou.

Le chemin de fer de Mauritanie relie les mines de fer de Zouerate au port minéralier de Nouadhibou depuis 1963, exploitée par une société publique, la Société nationale industrielle et minière (SNIM), le long de la frontière mauritanienne avec le Sahara occidental, d'ouest en est jusqu'à Choum.
L’un des trains les plus longs du monde, jusqu’à 2,5 kilomètres, transporte le minerai sur une ligne à voie unique, longue de 704 kilomètres qui contourne la montagne (avant 1978, elle la traversait par un tunnel), puis remonte vers le nord. Ce projet réussi a été mis en exploitation en 1963 par la MIFERMA (Société anonyme des mines de fer de Mauritanie) mais n'a jamais joué un rôle important de desserte régionale, bien que le trafic annuel s'élève à environ 16,6 milliards de tonnes-km dans les années 2010.

#### Le Transgabonais des années 1970
En juillet 1968 débutent les premières études sur un chemin de fer minéralier Owendo-Bélinga), le futur Transgabonais, qui bénéficie le 11 juillet 1973 d'un accord international sur le financement du premier tronçon. Il s'agit de faciliter le transport du manganèse, un métal très recherché qui joue un rôle capital dans de nombreux ferro-alliages pour l'industrie et la défense.
Le groupe de BTP français Spie Batignolles  mène le consortium de dix-sept entreprises européennes qui lance le 21 octobre 1974 le début des travaux et aboutit après quatre ans, le 27 décembre 1978, à l'inauguration du premier tronçon Owendo-Ndjolé, sur 183 kilomètres, dix ans avant l'inauguration du deuxième tronçon, Ndjolé-Booué, sur 157 kilomètres en mars 1983.
En 1999, le Gabon est poussé à la privatisation du Transgabonais par les bailleurs de fonds et l'exploitation est concédée pour vingt ans à la Société nationale des bois du Gabon (SNBG) associée à la société belge Transurb, mais au bout de quatre ans, le gouvernement gabonais préfère leur retirer la concession et confier la ligne à la Comilog (Compagnie minière de l’Ogooué), exploitant du gisement de manganèse de Moanda pour le Français Eramet, en vue de préparer un appel d'offres, qui ne donnera pas de résultat, la Comilog préférant sécuriser son accès à la mer.

## XXIesiècle
Depuis le début du XXIe siècle, de nombreux pays africains ont cédé leurs réseaux ferroviaires sous forme de concessions, pour attirer des financements privés dans l'infrastructure ferroviaire, sous l'influence des institutions financières internationales mais les résultats enregistrés ont été mitigés, de l'aveu même de ces dernières. La croissance des grandes agglomérations, comme Lagos, Le Caire, Kinshasa et Luanda, et la création de nouvelles mines dans plusieurs pays ont cependant relancé la demande de transport, pour le frêt comme pour les passagers, tout en se traduisant par  une croissance économique nettement supérieure à la moyenne internationale, en particulier pour les pays de l’Afrique subsaharienne. Une étude de la Banque africaine de développement de 2015 estimait qu' environ 380 entreprises effectuent des opérations minières en Afrique en 2015, avec un total d’environ 1 500 projets sur l’ensemble du continent, qui a par ailleurs le plus grand nombre de pays sans littoral dans le monde. Dans les années 2000, plusieurs grands projets émergent, liés à la croissance de l’économie minière, comme l'extension du Transgabonais ou la construction d’un Transguinéen destiné à l’exploitation du fer des Monts Nimba au nord de la Guinée.

### Le Transcamerounnais passe au Français Bolloré
Sur le Transcamerounais, le tronçon de Yaoundé à Ngaoundéré, commencé en 1964, avait été achevé en 1974, mais en 1999, à la suite de la quasi-faillite de la Regifercam, société ferroviaire nationale chargée du Transcamerounais, le gouvernement attribue une concession de trente ans, pour la reprise de son exploitation, à Camrail, filiale de Bolloré, un industriel français.

### Les conséquences de la crise politique ivoirienne de 2010
Après la crise politique de 2010 qui a scindé la Côte-d’Ivoire en deux, le Mali a dû trouver d’autres voies de désenclavement, notamment le port de Dakar, qui doivent être réhabilitées par des investisseurs chinois et français. 
Dans la seconde partie des années 2010, deux grandes lignes ferroviaires, entre Dakar et Bamako et entre Abidjan et Cotonou font l'objet de plans de rénovation. Un contrat de rénovation de la première est attribué au gouvernement chinois, et celui de la seconde au groupe Bolloré. Le consortium chinois a quatre ans pour rénover les 1 286 kilomètres de voie ferrée, tandis que le français Bolloré souhaite valoriser ses concessions portuaires à conteneurs d’Abidjan, Cotonou et de Lomé, via une ligne ferroviaire lui permettant de drainer le trafic minier du Niger et du Burkina.
Ces deux projets devront permettre le transport de 6 millions de tonnes de marchandises et 2 millions de passagers par an contre 250 000 tonnes de fret chaque année» jusqu’alors. L'objectif est aussi de  favoriser le commerce intra-africain par l'interconnexion des lignes.
En douze ans, la concession de l’axe ferroviaire Dakar-Bamako a connu trois actionnaires de référence : Canac (société canadienne), Savage (société américaine) et enfin Advens (société française) mais « aucun d’eux n’a jamais investi ni sur la voie ni sur les infrastructures ».
En 2016, le transport de marchandises sur l'axe Dakar-Bamako représentait 3,6 millions de tonnes par an dont 97 % par camions, alors que, pour les transports de longues distances et de masse, le train est plus compétitif que la route en termes de coût et de délai, en particulier dans les pays dépourvus de réseaux autoroutiers denses.

### Le projet de ligne Niamey-Cotonou
En novembre 2013, les présidents du Niger et du Bénin signent un protocole d'accord pour la réalisation de l'ancien projet de Niamey à Cotonou en réalisant une voie ferrée entre Niamey et Parakou, actuel terminus du tronçon de Parakou au port de Cotonou. Une société multinationale est créée, son capital de 107 millions d'euros étant partagé entre les deux États, des intérêts privés des deux pays et le groupe Bolloré qui prend en charge l'intégralité du coût de cette réalisation, évaluée à 1,07 milliard d'euros. Le chantier de la nouvelle ligne, longue de 574 km, était prévu pour être achevé en 2016 mais a fait l'objet d'une bataille judiciaire qui a entravé sa réalisation. En mars 2018 le Président béninois Patrice Talon annonce que c'est la Chine qui réalisera le projet.
Les projets ferroviaires présentés par le Niger dans le cadre du NEPAD, ou le projet inter-États AFRICARAIL né d’un protocole d’accord signé en 1999 entre le Niger, le Burkina Faso et le Bénin avaient pour objectif l’interconnexion entre les lignes existantes, mais n'ont pas fait l'objet d’une analyse rationnelle des coûts ni du moindre début de mise en œuvre.